# Basler Antependium

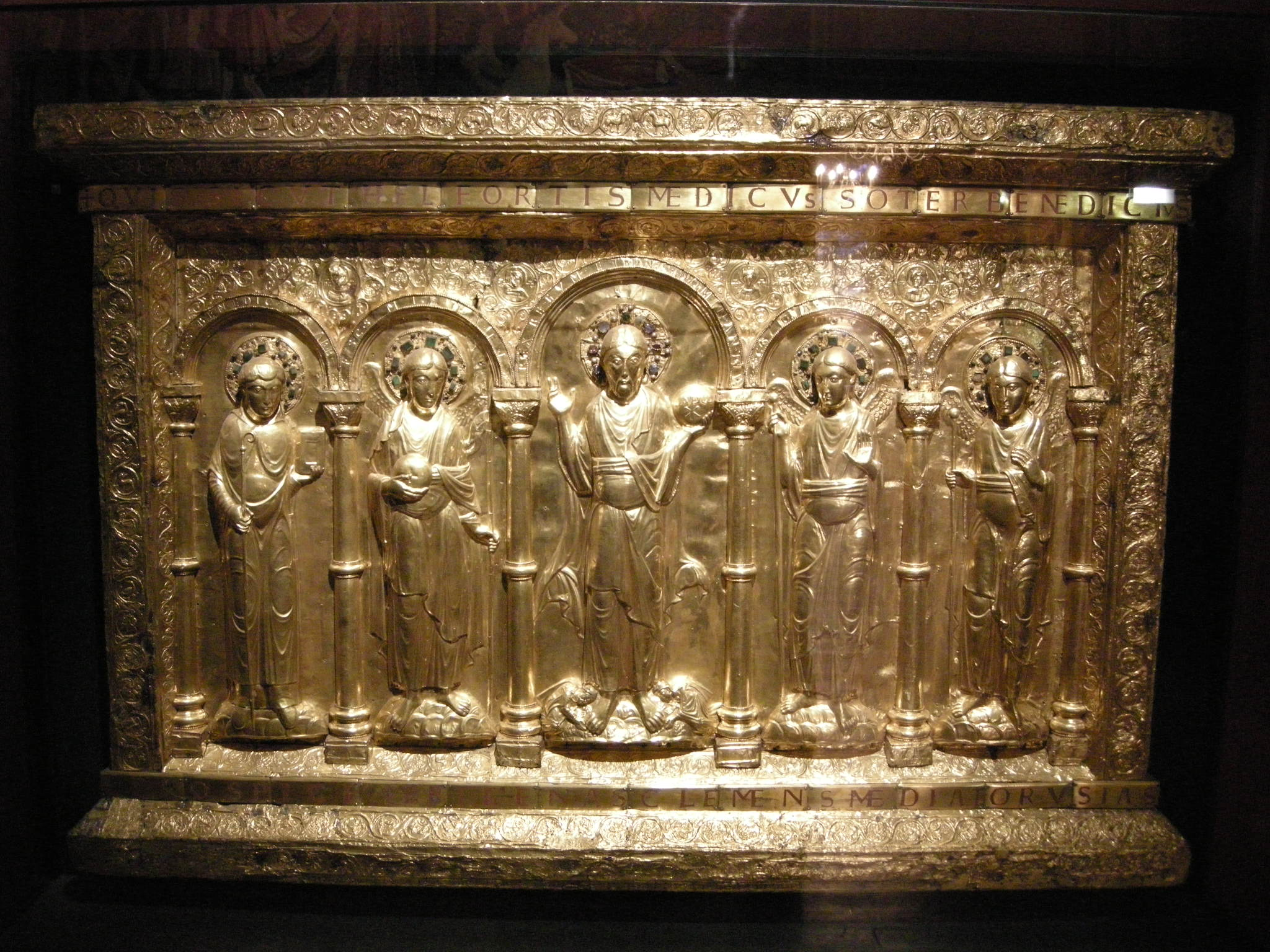
Das Basler Antependium im Musée national du Moyen Âge in Paris

Das Basler Antependium, auch Goldene Tafel genannt, das sich heute im Musée national du Moyen Âge in Paris befindet, ist eine Altarbekleidung aus Metall, die durch Heinrich II. gestiftet wurde.
Zusammen mit dem wahrscheinlich von Otto III. gestifteten Antependium, der Pala d’oro, im Aachener Dom sowie dem Antependium in der ehemaligen Stiftskirche von Kloster Comburg zählt die «Goldene Tafel» aus Basel zu den ältesten Altarbekleidungen aus Metall, die sich im deutschen Sprachraum erhalten haben. Sie war einst Bestandteil des Basler Münsterschatzes.

## Geschichte und Beschreibung
Das goldene Antemensale wurde von Heinrich II. möglicherweise am 11. Oktober 1019 anlässlich der Weihe des neu erbauten Münsters in Basel gestiftet. Die erste Nachricht findet man in den Grossen Basler Annalen aus dem Jahr 1416,  Kaiser Heinrich habe «das munster begabet mit einer guldenen tafel».
Die Altartafel, 120 cm hoch, 175 cm breit, ist aus dünnem Goldblech getrieben, die auf einem Eichenholzteilkern angebracht und nach dem Vorbild antiker Sarkophagreliefs in fünf Figurenfelder unterteilt ist. Die Komposition ist von links nach rechts gestaffelt und die Figuren sind jeweils im Arkadenbogen namentlich gekennzeichnet. Ganz links befindet sich der hl. Benedikt von Nursia, mit Tonsur, Mönchskutte und Sandalen. Krummstab und Regelbuch kennzeichnen ihn als Abt, Gründer des ersten Mönchsordens (Benediktinerregel um 529).
Die Verehrung des Vaters des abendländischen Mönchstums ist bei Heinrich II. früh fassbar. Er übertrug seinem Schwager am Tag des Heiligen Benedikt 1004 das Herzogtum Bayern. Auch das Kloster Michelsberg in Bamberg, zu dessen Gründung Heinrich II. massgeblich beitrug, hat als zweiten Heiligen neben dem Erzengel Michael den hl. Benedikt.
Wohin die Stiftung des Antependiums ursprünglich gerichtet war, bleibt unklar. Die Ansicht, dass es ursprünglich für das Benediktinerkloster auf dem Michelsberg in Bamberg bestimmt gewesen sein könnte, scheint bestechend. Dafür würde neben der Darstellung des heiligen Benedikt die Tatsache sprechen, dass man den Michelsberg auch «Engelsberg» nannte. Auf jeden Fall dürfte die Tafel ursprünglich nicht für Basel angefertigt worden sein, da jeder Bezug zu den damaligen Basler Kirchenpatronen (Maria, Johannes der Täufer und die Apostel) fehlt.	
In der zweiten Arkade befindet sich der Erzengel Michael, zur Rechten Christi in der Ehrenposition, mit Fahnenlanze als Wächter und Streiter und kreuzverzierter Kosmoskugel. 	
In der Mitte ragt Christus über die anderen Dargestellten hinaus. Als Salvator segnet er mit zwei Fingern der rechten Hand, in der Linken hält er eine goldene Kugel mit dem Christusmonogramm ☧ (Chi-Rho) zwischen Alpha und Omega. Er trägt ein langes antikisierendes Gewand (besonders zu beachten: die Bewegtheit in der Darstellung). Die Inschrift im mittleren Arkadenbogen hebt hervor, dass Christus hier als «König der Könige» und «Herr der Herrscher» in Gestalt des Pantokrators der Apokalypse (Offb 19,16 ) erscheint. (Ursprünglich bezog sich dieser Titel auf babylonische Könige, bzw. ägyptische Pharaonen.) Durch den römischen Kaiser wurde der Titel auf den Herrscher der christlichen Kirche bzw. das Christentum übertragen.
Die Figur des Christus ist durch besondere Plastizität hervorgehoben, überragt die anderen in der Grösse, nur in seinem Nimbus befinden sich antike Gemmen, sowie grössere Edelsteine und Perlen. Der Kreuznimbus ist den drei göttlichen Personen vorbehalten und verweist auf die Kreuzigung Christi.
Gabriel und Raphael, beide sind als barfüssige Jünglinge mit kleinen Flügeln und langen Stabszeptern dargestellt. Gabriel verkündete Maria die Geburt des Herrn, damit wird hier auf den primus adventus, als Antitypus des kreuznimbierten Christus der als Typus fungiert verwiesen.
Dichtes Rankwerk füllt die Zwischenräume. In den Arkadenzwickeln sind die vier Kardinaltugenden dargestellt (Klugheit/Gerechtigkeit/Mässigkeit/Tapferkeit).
Spiralformen schliessen Früchte und Vierbeiner ein, was einen Verweis auf den Erlösungscharakter sein könnte. Granatäpfel bzw. Trauben verweisen auf den Kreuzestod (Num 13,23 ). Das friedfertige Nebeneinander der pflanzenfressenden Tiere könnte auf den Tierfrieden nach Jesaja hinweisen.
Die umlaufende Inschrift lautet: Quis sicut hel fortis medicus soter benedictus – prospice terrigenas clemens mediator usias. (lat.: Wer ist wie Gott, stark, ein Arzt, ein Heiland, ein Gepriesener? Sorge, gütiger Mittler, für die irdischen Wesen.) Die Verse sind im leonischen Hexameter (6-hebiges Versmass, bestehend aus Binnenreimen, besonders beliebt im 10./11. Jhd.) verfasst. Ausserdem impliziert die Inschrift sowohl griechische, als auch hebräische Wörter. (griech.) «usias», «soter» = Retter/Heiland und (hebr.) «hel» was eine ähnliche Deutungsabsicht hat. In den drei zeitgenössischen Weltsprachen wird hier um Erlösung gebeten. Absichtliches Einflechten von Fremdwörtern, ist möglicherweise eine Demonstration von der klassischen Bildung des Auftraggebers Heinrich II.
Aus der Inschrift geht der Stiftungszweck der Tafel hervor. Wenn über die Guten und die Bösen gerichtet wird, sollen die drei Erzengel und der heilige Benedikt Fürbitte einlegen für das Stifterpaar Heinrich II. und Kunigunde von Luxemburg.
Der Kaiser Heinrich II. und seine Gemahlin sind zu Füssen Christi in einem Stifterbild dargestellt. Sie sind durch die Kronen als weltliche Herrscher ausgezeichnet. Es handelt sich nicht um ein Dedikationsbild, bei dem der Stifter den zu stiftenden Gegenstand/Architektur in Händen hält und ihn an z. B. einen Heiligen übergeben will. Auf kirchlichen Ausstattungsstücken erscheinen Stifter meist betend, im frühen Mittelalter sind sie häufig verschwindend klein neben den Heiligen oder Christus dargestellt. Bei diesem Altarbild ist der Stifter traditionell deutlich verkleinert gegenüber dem überdimensionalen Christus dargestellt (→ Bedeutungsperspektive), dazu noch mit seiner Ehefrau. Die aussergewöhnliche Verkleinerung ist als Ausdruck ihrer Demut vor Gott zu deuten. Ausserdem dokumentiert die Darstellung des Kaiserpaares ihre Frömmigkeit. Diese religiöse Stiftung sollte ihnen Seelenheil sichern und die Zeit im Purgatorium verkürzen. Besonders die Tatsache, dass das Königspaar kinderlos geblieben ist und somit kein direkter Nachkomme für die Memoria vorhanden ist, erfordert besondere Jenseitsvorsorge u. a. durch Stiftungen. Die Funktion des Stifterbildes soll aber nicht nur auf die Auftraggeberschaft hinweisen, sondern stellt auch gleichzeitig den Rechtsakt der Stiftung dar.

## Rezeption
Das Basler Antependium gehörte im 19. Jahrhundert zu den am häufigsten publizierten Werken der mittelalterlichen Goldschmiedekunst, wozu einerseits seine einzigartige Stellung innerhalb der Monumentalplastik und Goldschmiedekunst sowie die legendenhaften Umstände seiner Wiederentdeckung und des unrühmlichen Verkaufes durch den neu gegründeten Kanton Basel-Landschaft, dem von Schweizer Bund nach der gewaltsamen Basler Kantonstrennung, 2/3 des Münsterschatzes zugelost wurden. Der finanziell angeschlagene junge Halbkanton verkaufte Teile davon zunächst an private Bieter (1836 und 1838) und von dort an den französischen Staat beitrugen. Seit 1852 ist die Tafel im Pariser Musée national du Moyen Âge deponiert.
Von der Altartafel existieren ein vergoldeter und ein ungefasster weisser Gipsabguss im Historischen Museum Basel bzw. im ehemaligen Stadt- und Münstermuseum Basel Museum Kleines Klingental, beide vor 1849 von dem Basler Modelleur und Bildhauer Johann Heinrich Neustück geschaffen, weiterhin eine vergoldete Replik in der Schlosskirche von Arundel Castle in der Grafschaft Sussex. Für die Abtei Maria Laach schuf der Münchner Goldschmied Cosmas Leyrer 1904–1905 den Bonifatiusaltar als freie Nachschöpfung des Basler Antependiums mit verändertem Figurenprogramm.